# Антонов, Евгений Валерьевич
Евге́ний Вале́рьевич Анто́нов (род. 1 января 1974, Новосибирск) — российский хоккеист, сначала нападающий, с 2007 года — защитник.

## Биография
Воспитанник новосибирской хоккейной школы. Игровую карьеру начал в 1992 году в клубе «Металлург» Ачинск, выступавшего в зоне «Сибирь — Дальний Восток» Открытого чемпионата России. В следующем сезоне перешёл в игравшую в Элитной лиге кирово-чепецкую «Олимпию», а с 1995 по 2000 годы представлял новосибирскую «Сибирь», в сезоне 1995/1996 игравшую в Межнациональной хоккейной лиге, а в дальнейшем — в Высшей лиге чемпионата России.
После переходного турнира 2000 года за право играть в Суперлиге, покинул «Сибирь», продолжив играть в других клубах высшей лиги — барнаульском «Моторе», новоуральском «Кедре», северском «Янтаре» и серовском «Металлурге». В 2007 году сменил амплуа нападающего на защитника.
В 2009—2013 годах представлял казахстанский клуб «Бейбарыс» Атырау, в составе которого дважды стал чемпионом страны (сезоны 2010/2011 и 2011/2012) и серебряным призёром её чемпионата (2012/2013).

## Достижения
- Чемпион Казахстана 2010/2011.
- Чемпион Казахстана 2011/2012.
- Серебряный призёр чемпионата Казахстана 2012/2013.